# Theodore Marckl
Theodor(e) Ignaz Marckl eller Marckhl, född den 6 september 1825 i Wien, död den 17 maj 1907 i Stockholm, var en österrikisk-svensk balettdansare. Han var balettmästare för Kungliga Baletten på Kungliga Operan i Stockholm från 1870 till 1886.
Han blev elev vid Kungliga Baletten 1845 och premiärdansare 1850. Marckl gifte sig 1852 med Ebba Charlotta Montelius (1820–1894) och omkring 1895 med Anna Ulrika Frodin. Han är begravd på Katolska kyrkogården i Stockholm.